# Шла собака по роялю
«Шла собака по роялю» — советская лирическая комедия Владимира Грамматикова, вышедшая 2 сентября 1979 года.
В основу сценария Виктории Токаревой положена её повесть «Неромантичный человек», опубликованная в 1978 году в журнале «Юность».

## Сюжет
Пятнадцатилетняя жительница села Береснёвка Таня Канарейкина впервые влюбляется — в молодого пилота вертолёта Ка-26 Комарова. Он летает над колхозными полями, распыляя химикаты, и к тому же красиво играет на трубе. В то же время своих чувств к Тане не скрывает семнадцатилетний тракторист Миша Синицын, который живёт по соседству, но слишком прозаически смотрит на жизнь и совершенно лишён романтики.

## В ролях
- Елена Кищик (в титрах: Алёна Кищик) — Таня Канарейкина (озвучивает Анна Каменкова)
- Александр Фомин — Миша Синицын
- Валерий Кисленко — лётчик Комаров
- Дарья Мальчевская — Вероника Канарейкина, сестра Тани
- Юрий Катин-Ярцев — Чиж, профессор-фольклорист
- Елизавета Никищихина — Канарейкина, мать Тани
- Леонид Куравлёв — Николай Канарейкин, отец Тани
- Владимир Басов — Павел Громов, командир лётного состава
- Людмила Хитяева — Фрося
- Георгий Штиль — участковый Ефимов
- Виктор Проскурин — механик на аэродроме
- Наталья Гурзо — почтальон
- Алексей Миронов — Владимир Николаевич, председатель
- Борис Сабуров — Макей Канарейкин, дед Тани
- Кира Смирнова — Маланья, соседка-балалаечница

## Съёмочная группа
- Автор сценария: Виктория Токарева
- Режиссёр: Владимир Грамматиков
- Оператор: Пётр Катаев
- Художник: Семён Веледницкий
- Композитор: Алексей Рыбников
- Текст песен: Павел Грушко

## Награды
- 1979 — Золотой приз на фестивале детских фильмов в Москве;
- 1979 — Приз жюри за лучшую кинокомедию[1] на XII Всесоюзном кинофестивале в Ашхабаде.

## Факты
- Автор сценария Виктория Токарева хотела, чтобы режиссёром фильма стал её друг Георгий Данелия, однако снимать про малознакомую ему жизнь русской деревни того отговорил Рустам Ибрагимбеков, и в итоге Данелия вскоре создал другой фильм про вертолётчика — «Мимино». Токаревой же в итоге не очень понравилось экранное воплощение сценария Грамматиковым[2].
- Съёмки проходили во Владимирской области — в селе Любец и в городе Коврове.
- Роль Миши Синицына у Александра Фомина оказалась его единственной киноработой: 28 августа 1978 года он погиб в результате ДТП при поездке в город Муром, куда спешил к заболевшей матери на такси. Фомину был 21 год. Озвучивал роль другой актёр[3].
- В фильме иронически обыграно такое социальное явление, как вытеснение фольклора массовой культурой. Когда приехавший в Берсеневку фольклорист Чиж просит местную жительницу Маланью спеть какие-нибудь народные песни, «которые пели её предки», она, аккомпанируя себе на балалайке, исполняет сначала арию из оперы «Князь Игорь», а затем фрагмент «Диалога у телевизора» Владимира Высоцкого, утверждая, что эта песня народная, а с автором её дед был знаком лично. Кроме того, в сцене у колодца было спето четверостишие «…я к вам пишу — чего же боле?..» из романа Пушкина «Евгений Онегин» — сюжетная линия «Онегин и Татьяна», эпизод «Письмо Татьяны к Онегину».
- Музыка, специально написанная к этому фильму Алексеем Рыбниковым, затем неоднократно использовалась в выпусках киножурнала «Ералаш» первой половины 1980-х годов, а также прозвучала в фильме «Карантин».
- Фильм «Шла собака по роялю» стал поводом для предложения шведских продюсеров Владимиру Грамматикову в 1985 году стать режиссёром совместного советско-шведско-норвежско-английского фильма «Мио, мой Мио» по мотивам одноимённой повести Астрид Линдгрен.